# Ingeborg Eriksdotter van Zweden

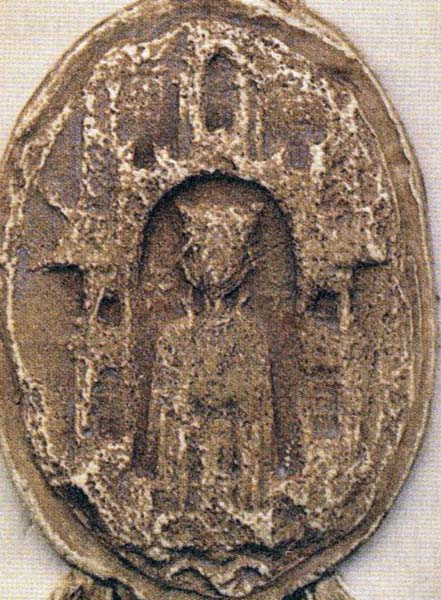
Het zegel van Ingeborg Eriksdotter van Zweden.

Ingeborg Eriksdotter van Zweden (circa 1212 - 1254) was een Zweedse prinses. Ze behoorde tot het huis van Erik.

## Levensloop
Ingeborg Eriksdotter was de oudste dochter van koning Erik X van Zweden en Rikissa van Denemarken, dochter van koning Waldemar I van Denemarken. Na de dood van haar vader in 1216 werd haar jongere broer Erik XI koning van Zweden. In 1229 werd Erik afgezet en verbannen door zijn regent Knoet Holmgersson, waarna Ingeborg enkele jaren in ballingschap leefde.
In 1234 heroverde haar broer de Zweedse troon. Om te vermijden dat hij in de toekomst opnieuw afgezet zou worden, huwelijkte Erik XI Ingeborg uit aan de machtige magnaat Birger Jarl uit het huis Bjelbo.
Nadat haar broer in 1250 zonder erfgenamen overleed, werd Ingeborgs oudste zoon Waldemar I aangesteld tot de nieuwe koning van Zweden. Aangezien Waldemar nog minderjarig was, functioneerde zijn vader Birger Jarl als regent. Hierdoor was Ingeborg vanaf dan de belangrijkste vrouw aan het Zweedse hof. Na de dood van haar broer zou ze ook een deel van Eriks privé-eigendommen geërfd hebben als zijn enige nog levende zus.
In 1254 overleed Ingeborg aan complicaties ten gevolge van een bevalling, nadat ze mogelijk een tweeling had gebaard.

## Nakomelingen
Ingeborg en Birger Jarl kregen volgende kinderen:
- Rikissa (1238-1288), huwde eerst in 1251 met Haakon de Jongere, zoon van koning Haakon IV van Noorwegen, en daarna in 1262 met prins Hendrik I van Werle
- Waldemar I (1239-1302), koning van Zweden
- Christina, huwde verschillende malen, onder meer met heer Sigge Guttormsson
- Magnus III (1240-1290), koning van Zweden
- Catharina (1245-1289), huwde in 1259 met vorst Siegfried I van Anhalt-Zerbst
- Erik (1250-1275)
- Ingeborg (1254-1302), huwde in 1270 met hertog Johan I van Saksen
- Bengt (1254-1291), hertog van Finland en bisschop van Linköping